# كأس أبطال أوروبا لكرة السلة 1970–71
كأس أبطال أوروبا لكرة السلة 1970–71 هو الموسم 14 من  الدوري الأوروبي لكرة السلة. أشرف على تنظيمه الاتحاد الأوروبي لكرة السلة، وكان عدد الأندية المشاركة فيه  27، وفاز فيه نادي سسكا موسكو لكرة السلة.